# Jocs Mediterranis de 1963
Els quarts Jocs Mediterranis es van celebrar a Nàpols (Itàlia), del 21 al 29 de setembre de 1963.
Hi participaren un total de 1.057 esportistes (sense presència femenina) en representació de 13 estats mediterranis. Es disputaren un total de 93 competicions de 18 esports.

## Medaller
| Pos. | Estat      | Or | Plata | Bronze | Total |
| ---- | ---------- | -- | ----- | ------ | ----- |
| 1    | Itàlia     | 41 | 29    | 26     | 96    |
| 2    | França     | 17 | 24    | 13     | 54    |
| 3    | Iugoslàvia | 10 | 13    | 10     | 33    |
| 4    | Turquia    | 10 | 3     | 5      | 18    |
| 5    | Espanya    | 6  | 6     | 14     | 26    |
| 6    | Egipte     | 5  | 14    | 11     | 30    |
| 7    | Tunísia    | 2  | 2     | 2      | 6     |
| 8    | Marroc     | 1  | 0     | 9      | 10    |
| 9    | Grècia     | 0  | 2     | 6      | 8     |
| 10   | Síria      | 0  | 1     | 4      | 5     |
| 11   | Líban      | 0  | 0     | 1      | 1     |
| 11   | Mònaco     | 0  | 0     | 1      | 1     |